# アトラース
アトラース（古希: Ἄτλας、古代ギリシア語ラテン翻字: Átlās）は、ギリシア神話に登場する神である。日本語では長母音を省略してアトラスともいう。巨躯を以て知られ、両腕と頭で天の蒼穹を支えるとされる。名前は「支える者」「耐える者」「歯向かう者」を意味する古印欧語に由来する。
土星の第15衛星アトラスの由来である。

## 系譜
ティーターン神族の一柱のイーアペトスとオーケアノスの娘クリュメネー（あるいはアシアー）の息子。プロメーテウス、エピメーテウス、メノイティオスの兄。アルカディア地方のキュレーネー山において、オーケアノスの娘プレーイオネーとの間にプレイアデスと称される7人の娘、すなわちマイア、ターユゲテー、ステロペー、メロペー、ケライノー、アルキュオネー、エーレクトラーをもうけた。ヘスペロスの娘ヘスペリスとの間にヘスペリデスと称される7人の娘をもうけた。ヒュギーヌスによれば、他にもヒュアスたち（ヒュアデス）という5人の娘たち、さらにヒュアースという息子をもうけた。またオーケアノスの妃であるテーテュースとの間に女神カリュプソーをもうけた。

## 神話
ティーターン神族がゼウス達との戦い（ティーターノマキアー）に敗れると、アトラースはゼウスによって、世界の西の果てで天空を背負うという役目を負わされる事となった。この役目はアトラースにとって、苦痛を伴うものであった。
そして後に英雄ヘーラクレースが、アトラースを頼って訪れて来た。彼はエウリュステウス王に、ヘスペリデスの庭園から黄金の林檎を取り、ミュケーナイへ持ち帰るよう命じられた（ヘーラクレースの11番目の功業）のだが、肝心の庭園の場所が分からなかった為、カウカーソス山に縛り付けられていたプロメーテウスを救い出し、彼に助言を求めた。そして彼からアトラースの所へ行ってみてはどうかと言われたのである（アトラースは庭園に住むヘスペリスたち（ヘスペリデス）の父であった）。ヘーラクレースから黄金の林檎を手に入れたいと相談されたアトラースは、自分が天空を支える重荷から逃れたい事もあり、ヘーラクレースに対して、自分が庭園に行って林檎を持ってくるから、その間天空を代わりに支えて欲しいと頼んだ。こうして天空をヘーラクレースに任せたアトラースは庭園に行き、林檎を持って帰ってきた。しかし、再び天空を背負う事が嫌だった彼は、ヘーラクレースに対し、このまま林檎をミュケナーイまで届けてやるから、もうしばらく天空を背負っていてくれと言った。勿論これはアトラースの企みであった。ヘーラクレースはその事に気が付き、逆にアトラースを騙すことにした。彼は、アトラースの言う事に納得したふりをしつつも、このままの背負い方を続けるのは辛い、どうすればもう少し楽に背負えるか教えて欲しいと言った。結局、この言葉にアトラースは騙され、彼が天空を背負って見本を見せている間に、ヘーラクレースは林檎を手に取り、エウリュステウス王に渡すべくミュケーナイへ行ってしまった。こうしてアトラースは再び天を背負う事になった。
別の神話によれば、メドゥーサを討伐したペルセウスがアトラースの元を訪れたとき、ペルセウスが持っていたメドゥーサの首により、アトラースは石と化す事となった。なお、その経緯については諸説あり、天を支えるという重荷に耐えかねたアトラースが、ペルセウスに頼んでメドゥーサの首を見せてもらい、石と化して、重荷から解放されたという話や、ゼウスの息子が将来、自分の黄金の林檎を奪いに来るだろうと聞かされていたアトラースが、自分を訪ねてきたペルセウスを追い返そうと、あるいは殺そうとした（ペルセウスはゼウスとダナエーとの間に生まれた子であった）為、逆上したペルセウスによって石にされた話がある。そして、アトラースが石となった名残りが、アトラス山脈であるという。
これ以外にプラトーンの『クリティアス』には、この巨人と同一人物なのか、同名の別人と見ているのか、あるいは意訳の結果アトラースの名前を当てはめたのかは不明だが、「ポセイドーンがクレイトーという女性の間に10名の息子をもうけ、その長兄がアトラースであった。」という神話が出てくる。
詳しくはアトランティスの項を参照。

## 余録
地図帳をアトラスと呼ぶのは、16世紀にメルカトルが地図帳の表紙としてこのアトラースを描いたことに由来するという説があるが、1595年の初版において実際に描かれているのはギリシア神話において世界で最初に地球儀や天球儀を作ったとされるマウレターニア王アトラースである。メルカトルのアトラスの表紙が神のアトラースに変わるのは1636年版からであるという。
また、第1頸椎(環椎)もアトラスと呼ぶ。これは頭蓋骨を天球と例え、それを支える第1頸椎をアトラスになぞらえたものである。
アトラスの名は、1950年代末から60年代初期にアメリカが開発した最も古い大陸間弾道弾に用いられたが、1960年代になると宇宙開発に転用され、人工衛星やマーキュリー計画の有人衛星打ち上げロケットとして使用されている。この他、フォルクスワーゲンや日産自動車の車種名としても使用されている。

## ギャラリー

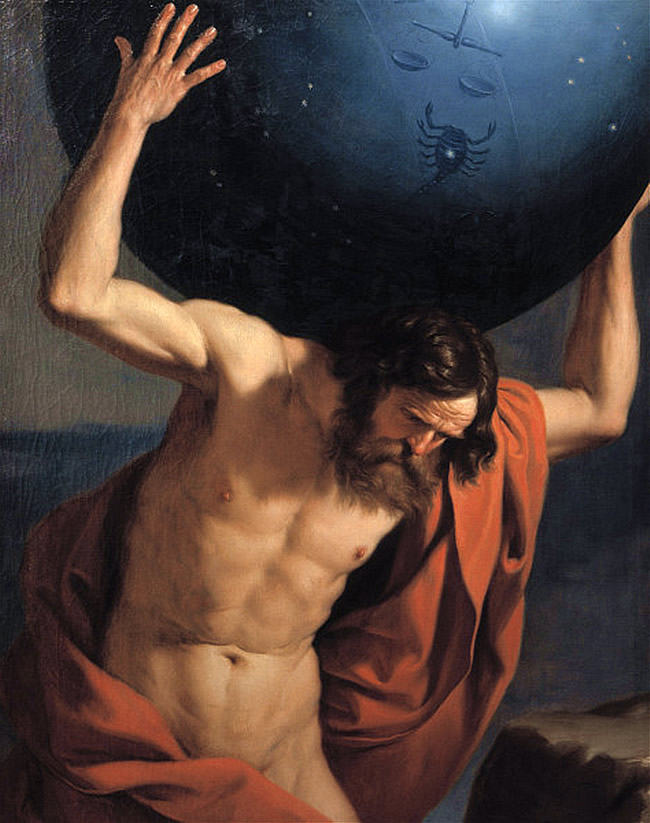
グエルチーノ『天球を支えるアトラス』（1646年） バルディーニ博物館所蔵
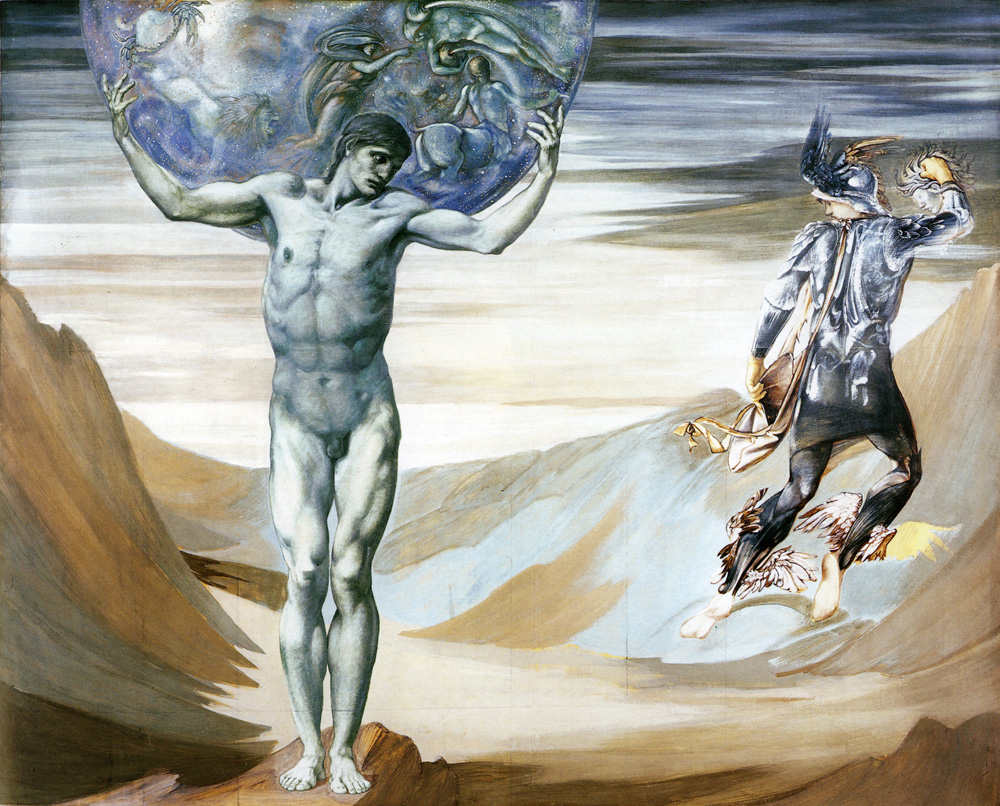
エドワード・バーン＝ジョーンズ『ペルセウス シリーズ：石に変わるアトラス』（1878年） サザンプトン市立美術館（英語版）所蔵
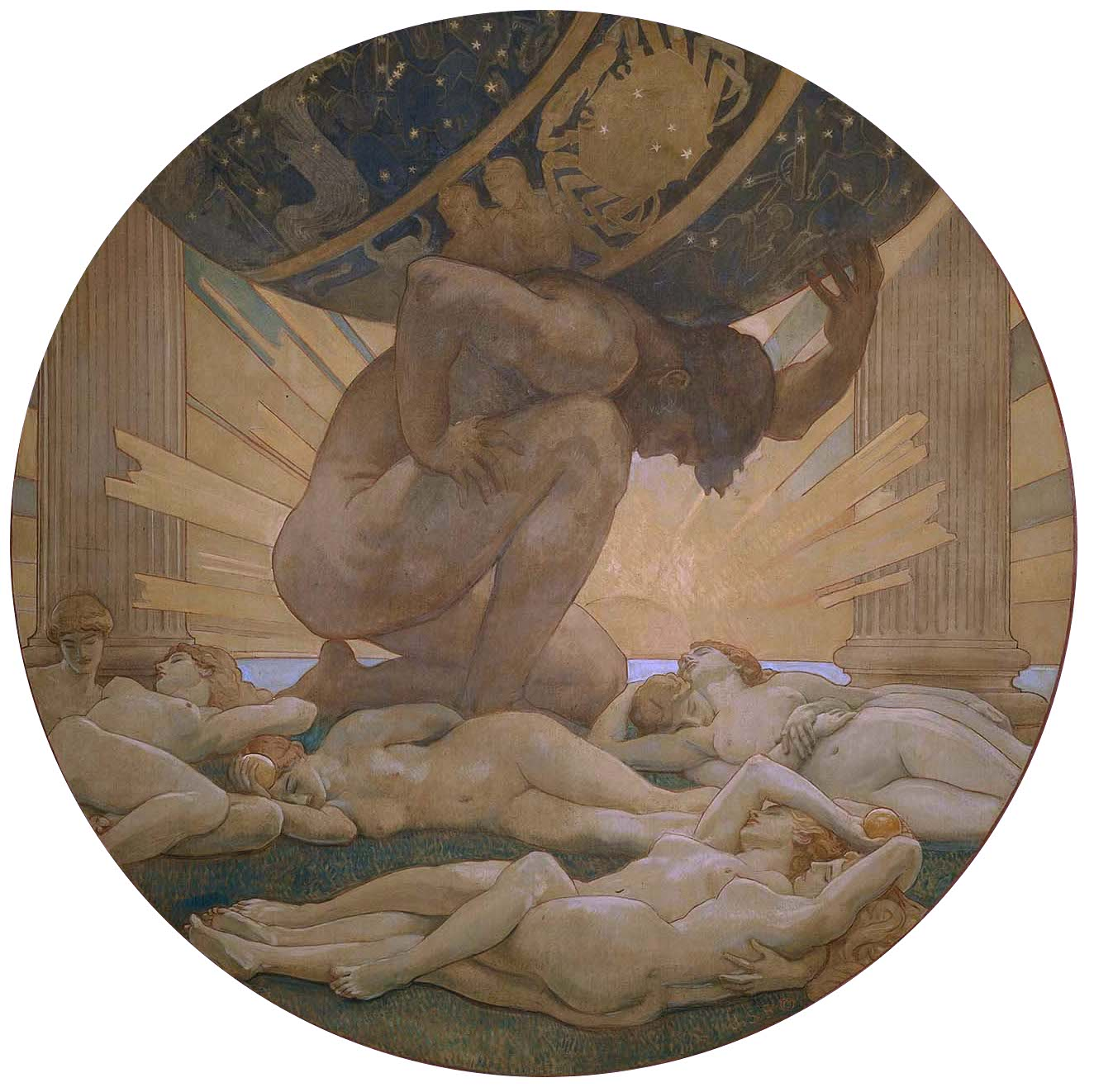
ジョン・シンガー・サージェント『アトラスとヘスペリデス』（1922年と1925年の間） ボストン美術館所蔵
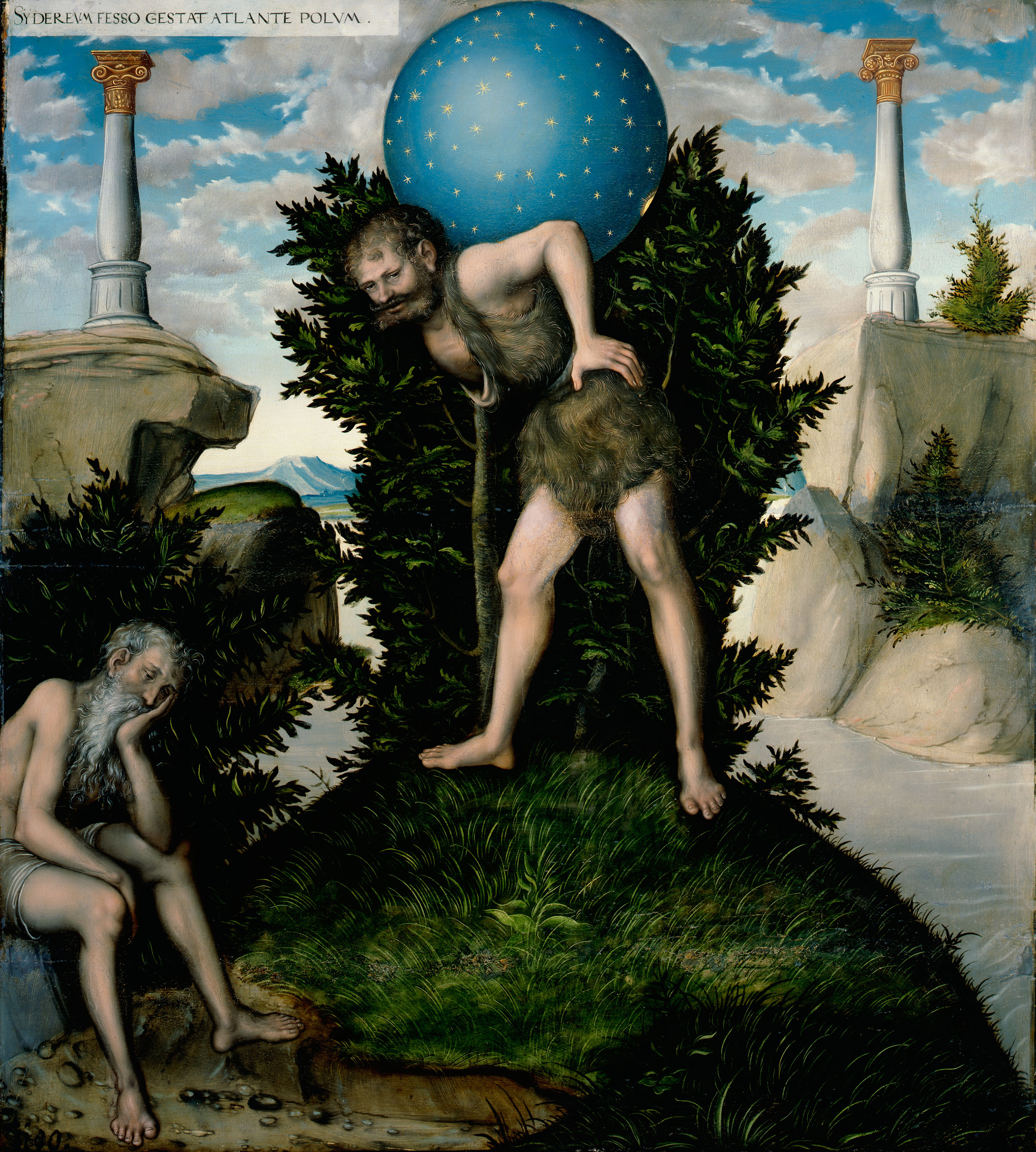
ルーカス・クラナッハ『ヘラクレスとアトラス』（1537年より後） アントン・ウルリッヒ公爵美術館所蔵